# Jüdischer Friedhof (Iwjanez)

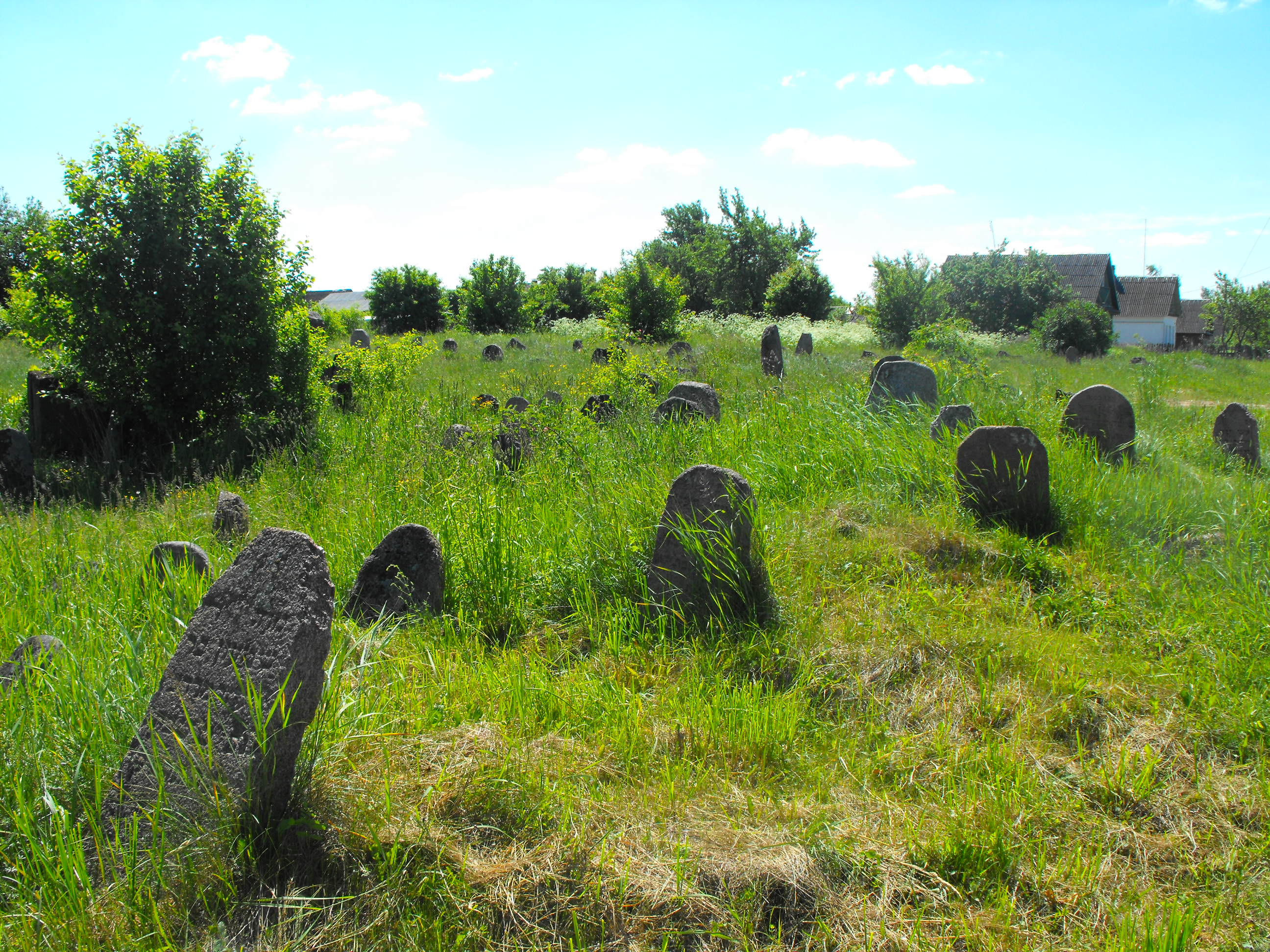
Jüdischer Friedhof in Iwjanez

Der Jüdische Friedhof in Iwjanez, einer belarussischen Gemeinde der Rajon Waloschyn in der Minskaja Woblasz, wurde vermutlich im 19. Jahrhundert angelegt.
In Iwjanez war vor 1941 der Anteil der jüdischen Bevölkerung hoch. Der überwiegende Teil der jüdischen Bevölkerung wurde von den deutschen Besatzern während des Holocausts ermordet.
Auf dem Jüdischen Friedhof westlich des Ortes an der Landstraße sind noch viele Grabsteine vorhanden.